# ۲۴ روباه
۲۴ روباه یک ستاره است که در صورت فلکی روباهک قرار دارد.